# فرت لن (کارولینای جنوبی)
فرت لن(به انگلیسی: Fort Lawn) شهری در ایالت کارولینای جنوبی کشور ایالات متحده آمریکا است که جمعیت آن در سرشماری سال ۲۰۱۰ میلادی، ۸۹۵ نفر بوده‌است.

## تاریخچه
جان واکر (به انگلیسی: John A. G. Walker) صاحب مزرعه ای به مساحت ۱۰۰۰ جریب فرنگی (۴۰۰ هکتار) در شهرستان چستر بود. پس از مرگ واکر در دهه ۱۸۷۰، بیوه او خواستار ساخت شهری به نام واکرویل شد. دختر واکرها با دکتر فورت (به انگلیسی: Dr. Fort) ازدواج کرد که خانه ای بزرگ با چمنزار در کنار راه آهن داشت. قضیه نام شهر گویا از این قرار است که کنترلچی (راه‌آهن) می‌گوید: «همه به چمن‌زار فورت (فرتز لن) (به انگلیسی: Fort's Lawn) بروید!»

## جغرافیا
فرت لن در شرق شهرستان چستر و در حدود ۳ کیلومتری غرب رود کاتاوبا قرار دارد. کل مساحت فرت لن ۳٫۶۱ کیلومتر مربع (۱٫۳۹ مایل مربع) است که تمام آن خشکی است.
جاده ۲۱ ایالات متحده آمریکا از این شهر می گذرد که از این مسیر به سمت شمال در فاصله ۳۲ کیلومتری شهر راک هیل و به سمت جنوب در فاصله ۱۴ کیلومتری  شهر گریت فالز قرار دارند. همچنین بزرگراه ۹ کارولینای جنوبی نیز از این شهر می گذرد که از این مسیر به سمت شرق در فاصله ۱۳ کیلومتری شهر لنکستر و به سمت غرب در فاصله ۱۶ کیلومتری شهر ریچبورگ و بزرگراه میان ایالتی ۷۷ قرار دارند.